# Tunnelbekleding
De tunnelbekleding, op zijn Engels ook wel lining genoemd, van de wanden van een tunnel is een laag aan de binnenkant van de tunnel, die de tunnel onder andere tegen kwel van grondwater beschermt. Zo'n bekleding bestaat uit een materiaal, dat ter bescherming of isolatie op een ander materiaal wordt aangebracht. De tunnelbekleding kan tevens een bouwkundige bijdrage leveren aan de sterkte van de tunnel. De bekleding is meestal van beton, maar er zijn ook tunnels met een stalen of stenen bekleding.
De wand is bij een geboorde tunnel vaak uit kleinere geprefabriceerde elementen opgebouwd, die samen een ring vormen. De hele tunnelbekleding bestaat dan uit een groot aantal van deze ringen, die aaneengesloten zijn. Een tunnelboormachine heeft vaak zelf de apparatuur mee om de elementen te plaatsen. Het laatste element van iedere ring is altijd een kleiner en wigvormig, dat nadat het is ingezet de ring fixeert. De elementen van de tunnelwand zijn van geprefabriceerd beton gemaakt en hebben vaak al een geïntegreerde waterkerende laag, afdichtingsrubbers en verbindingsmogelijkheden.
Een ander soort binnenbekleding is sprayed concrete lining. Dit is een ter plaatse aangebrachte wandversteviging van spuitbeton. Deze tunnelbekleding wordt vooral bij tunnels gebruikt, die met de New Austrian Tunnelling Method, afgekort tot NATM, worden aangelegd, maar ook bouwputten worden er, als er snel een bekleding moet worden aangebracht, vaak van voorzien. 